# Ghiacciai delle Alpi

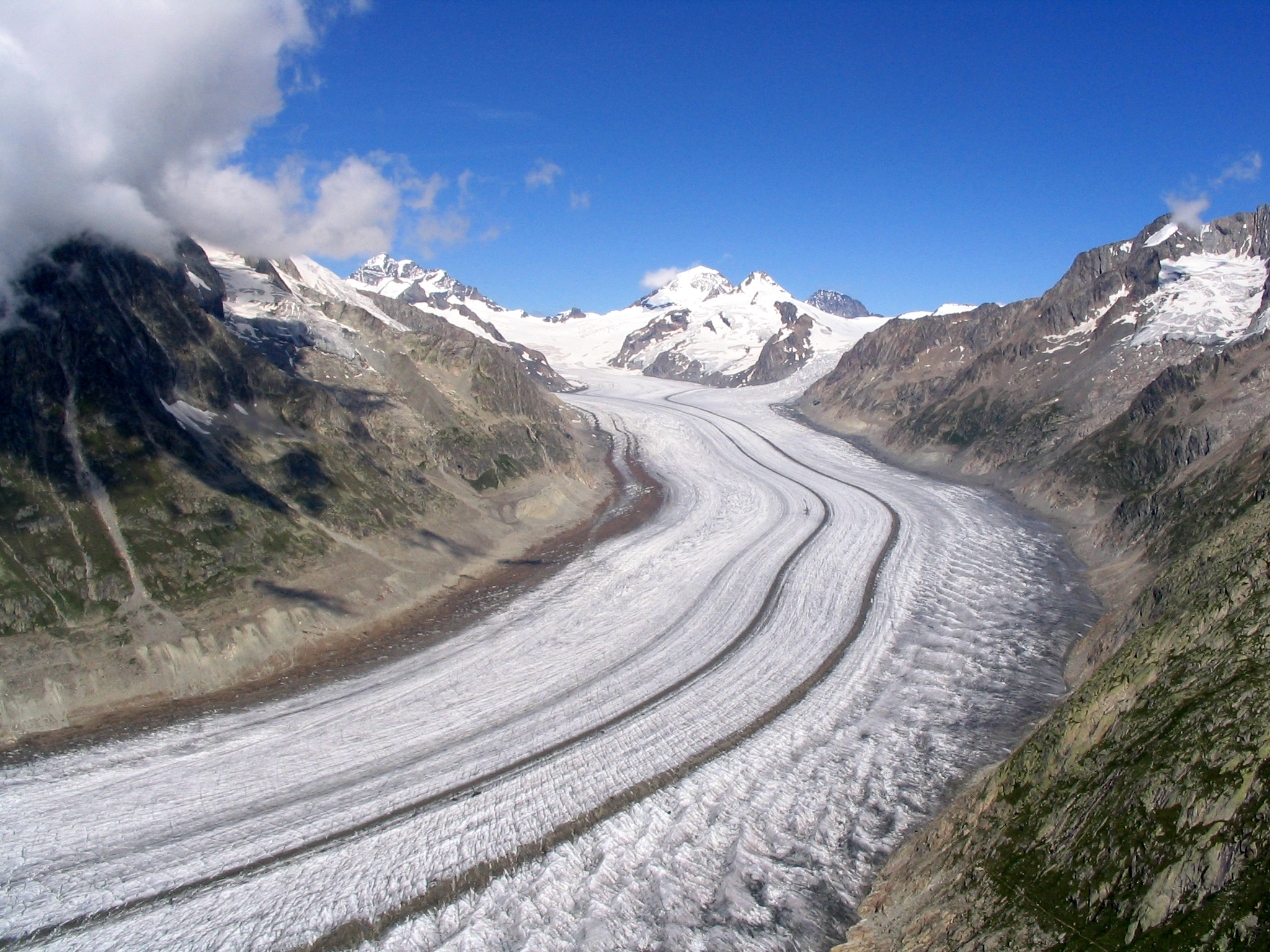
Il Ghiacciaio dell'Aletsch.

I ghiacciai delle Alpi sono le formazioni che interessano la catena montuosa delle Alpi. Le Alpi, per la loro collocazione nella zona temperata dell'emisfero terrestre e per la loro altezza presentano molti ghiacciai, situati principalmente in Svizzera, Italia, Francia e Austria.

## Descrizione

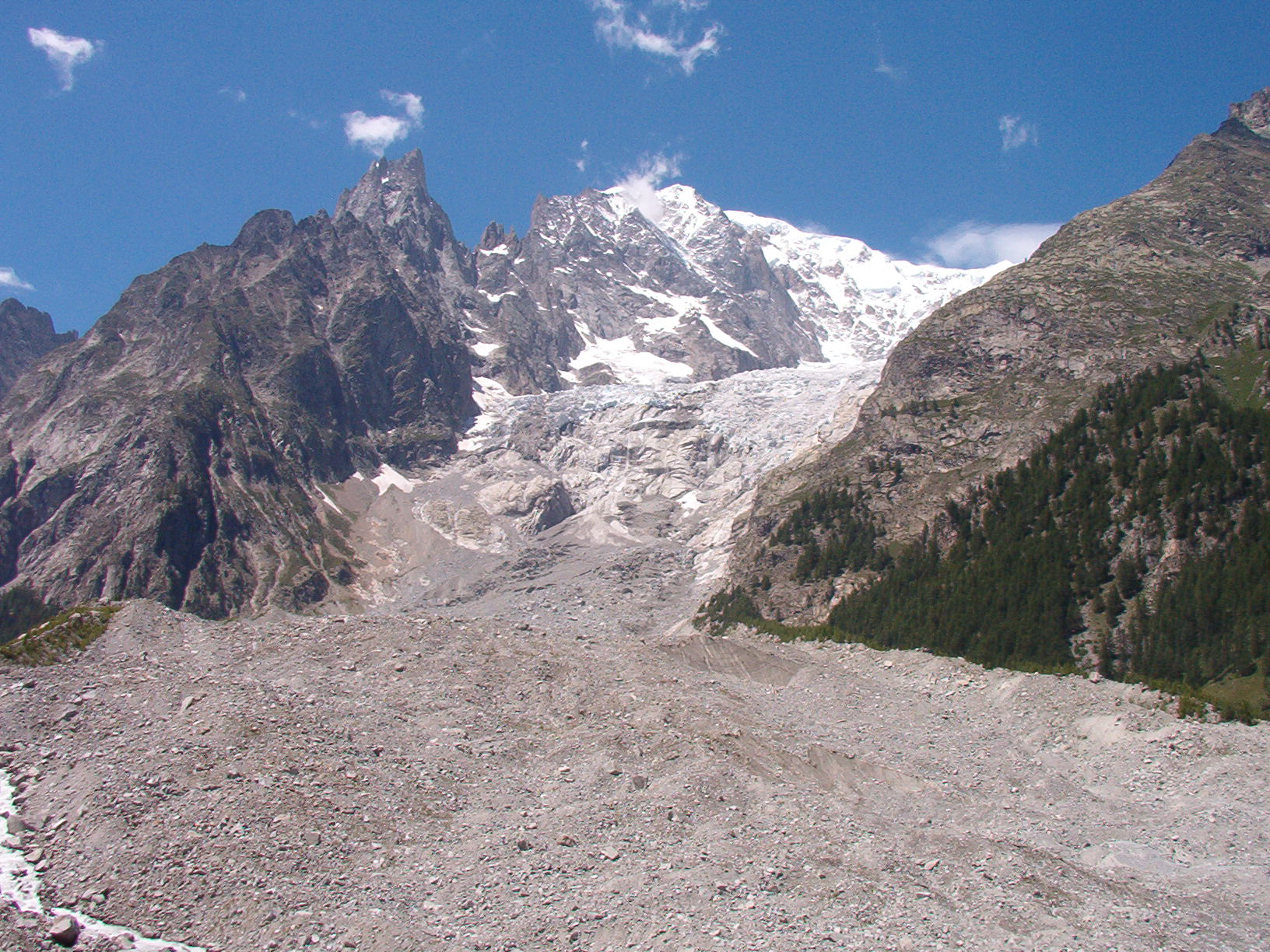
Ghiacciaio della Brenva

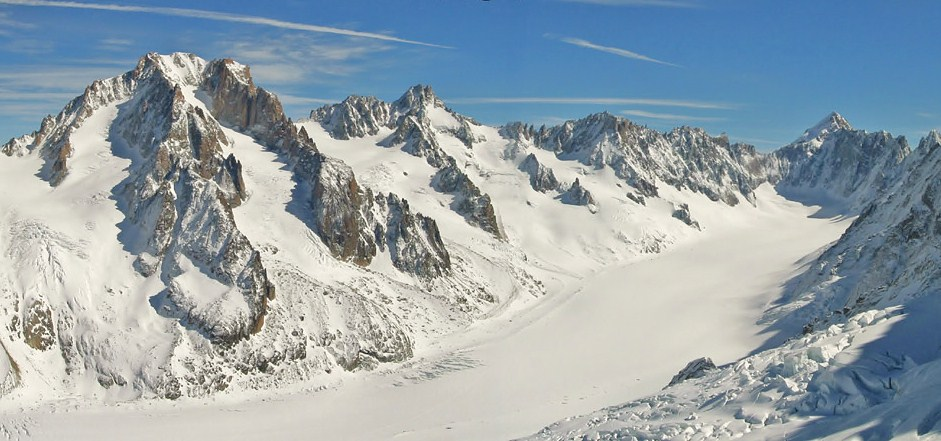
Ghiacciaio d'Argentiere

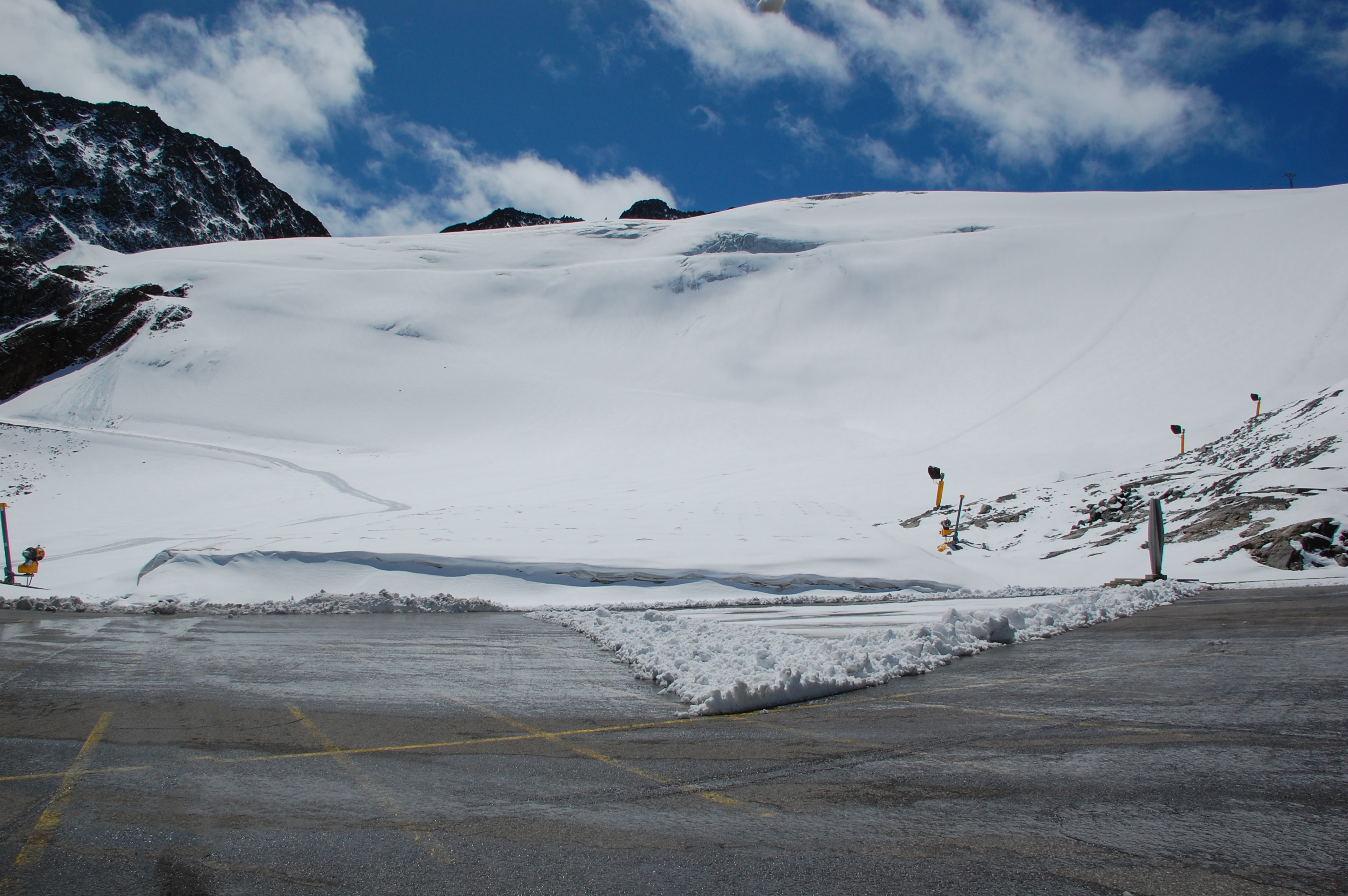
Ghiacciaio Rettenbach

Generalmente sono di tipo alpino, ovvero con un bacino collettore ed una lingua glaciale che scende verso valle. Nei casi dei ghiacciai più piccoli sono di forma circolare o semicircolare senza lingua glaciale evidente. Sono talvolta molto grandi sia per volume che per estensione. Altre volte sono di dimensioni molto più ridotte. I ghiacciai più grandi si trovano a ridosso delle montagne che superano i 4000 metri, ma se ne trovano di importanti anche a quote inferiori, come il ghiacciaio dell'Adamello. In alcuni casi, il ghiaccio può raggiungere un'altitudine minima al di sotto dei 2000 metri, come nel caso del ghiacciaio dell'Aletsch. Alcuni nevai perenni si trovano a quote inferiori.
Quelli più grandi sono collocati nei grandi massicci alpini: nel massiccio del Monte Bianco, nel massiccio del Monte Rosa, nel massiccio del Gran Paradiso, nelle Alpi Bernesi, nel massiccio del Bernina. Per la maggiore altitudine delle montagne, i ghiacciai sono più presenti nelle Alpi Occidentali e nelle Alpi Centrali; nelle Alpi Orientali se ne trovano, ma di minore entità. Il ghiacciaio più grande delle Alpi è il ghiacciaio dell'Aletsch nelle Alpi Bernesi. Tre piccoli ghiacciai sono situati nel massiccio dello Zugspitze, nelle Alpi Bavaresi.
In rapporto ai ghiacciai di tutto il mondo i ghiacciai delle Alpi coprono meno dello 0,02%, ma rivestono un'importanza particolare perché qui sono nati i primi studi di glaciologia. Nel 1989 sono stati censiti sulle Alpi 5.154 ghiacciai e per una superficie interessata di circa 3.000 km². Dopo la fine della piccola era glaciale, dal 1850 ad oggi i ghiacciai delle Alpi si sono fortemente ritirati.

### Italia
- Categoria:Ghiacciai d'Italia

### Francia
- Categoria:Ghiacciai della Francia

### Svizzera
- Categoria:Ghiacciai della Svizzera

### Austria
- Categoria:Ghiacciai dell'Austria

## Galleria d'immagini

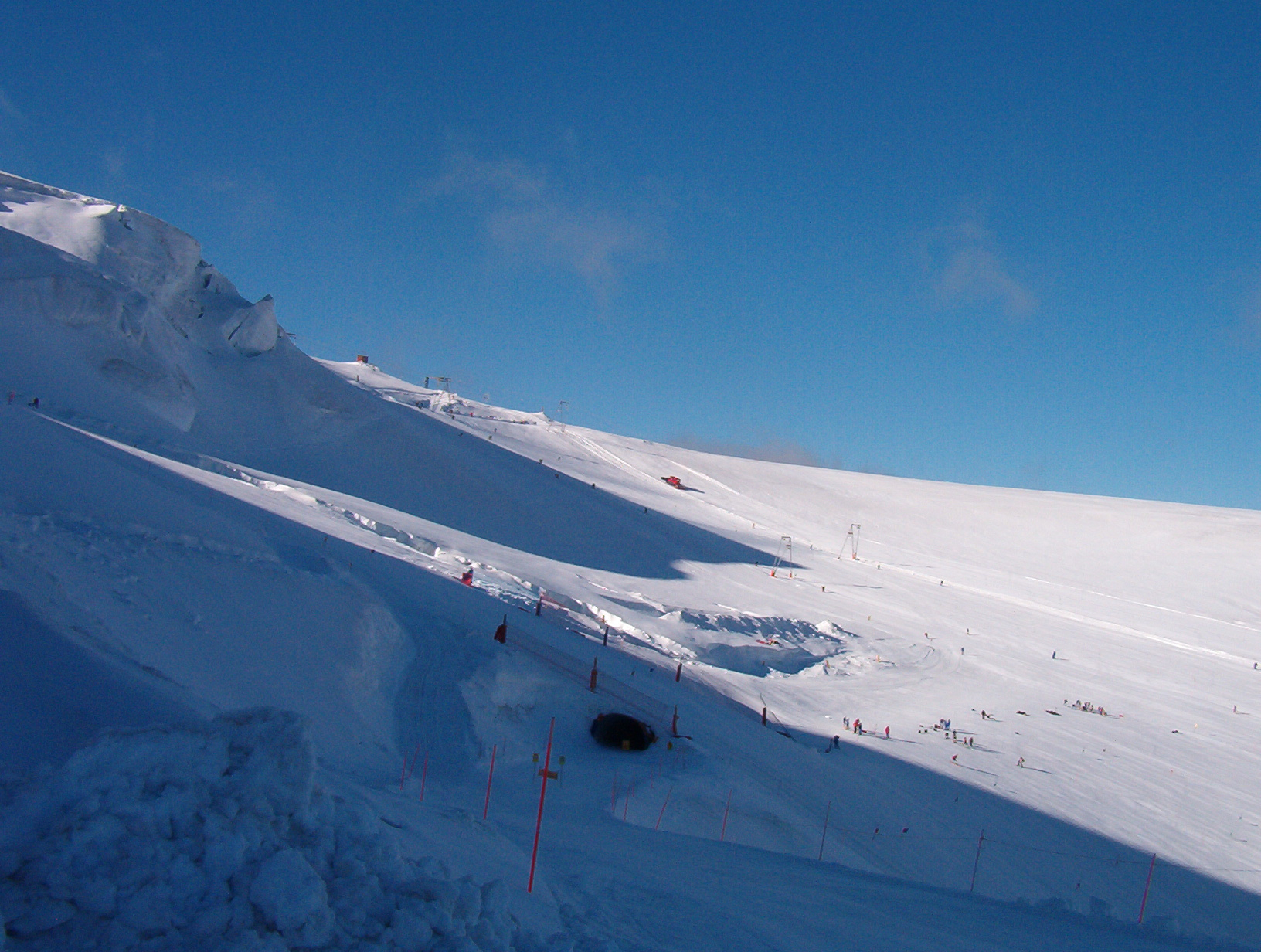
Plateau Rosà
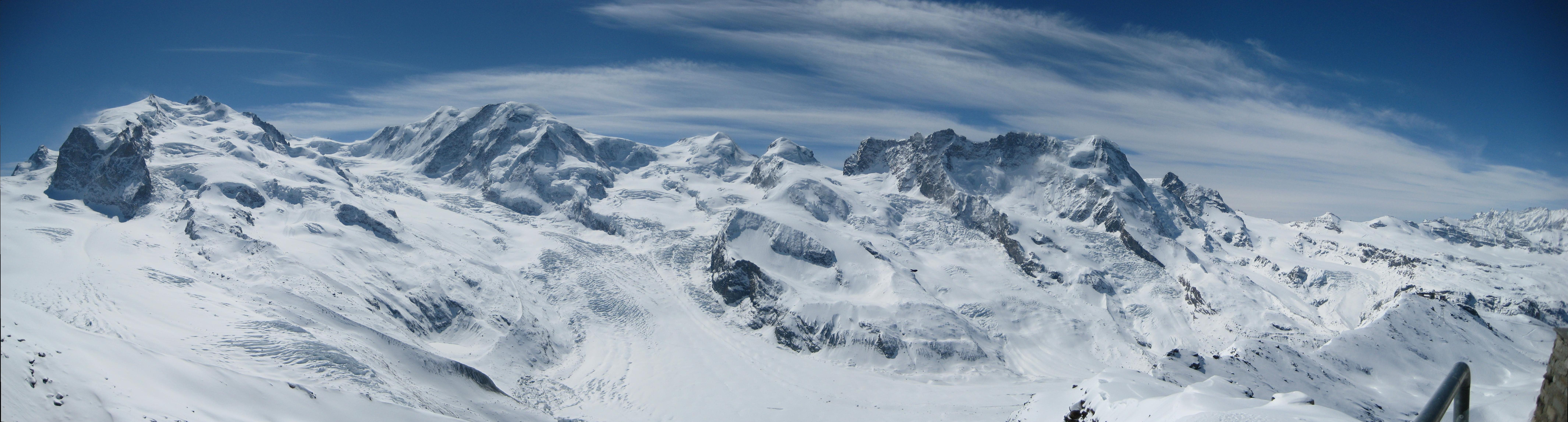
Ghiacciai del Monte Rosa
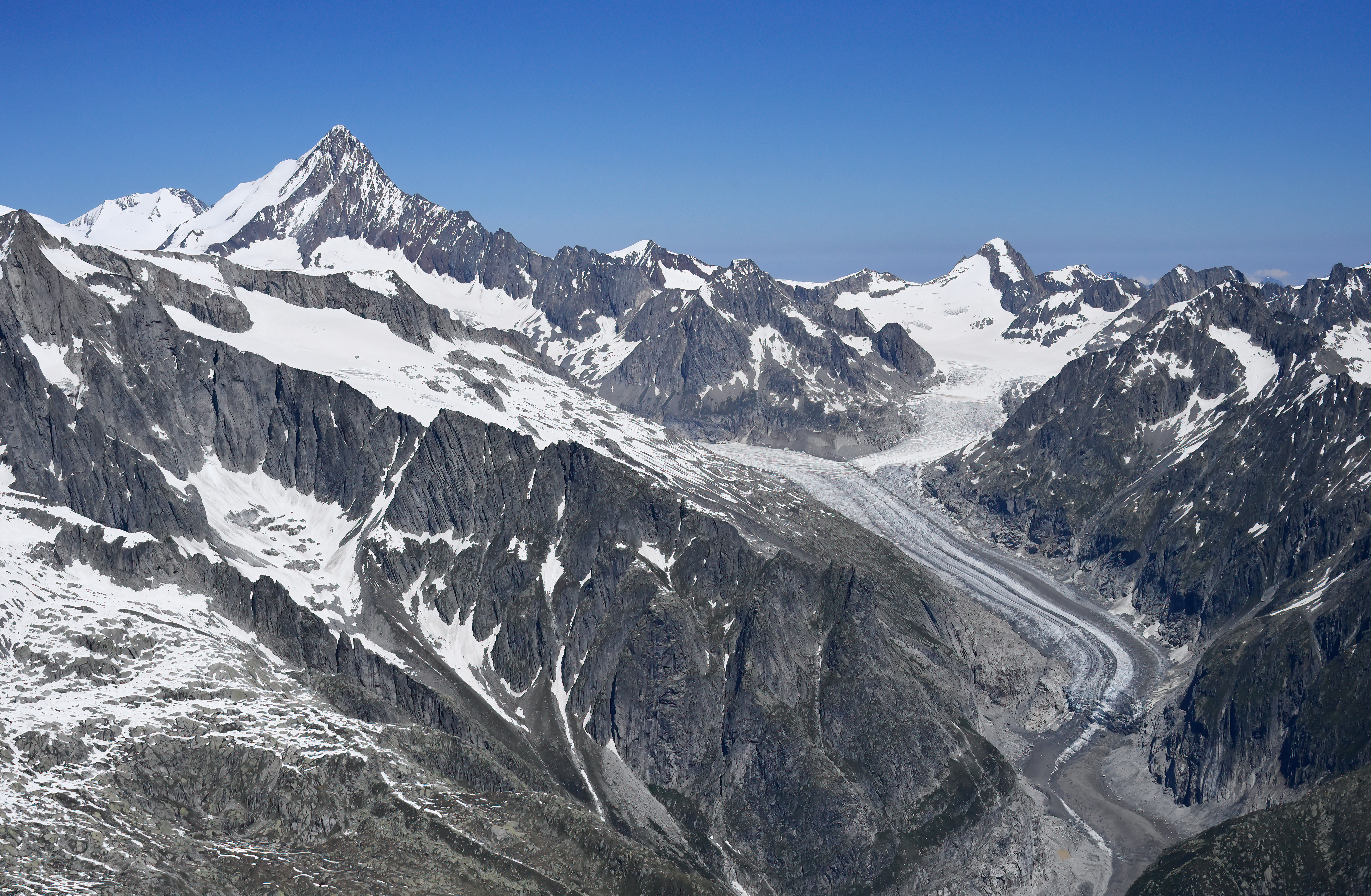
Ghiacciaio di Fiesch
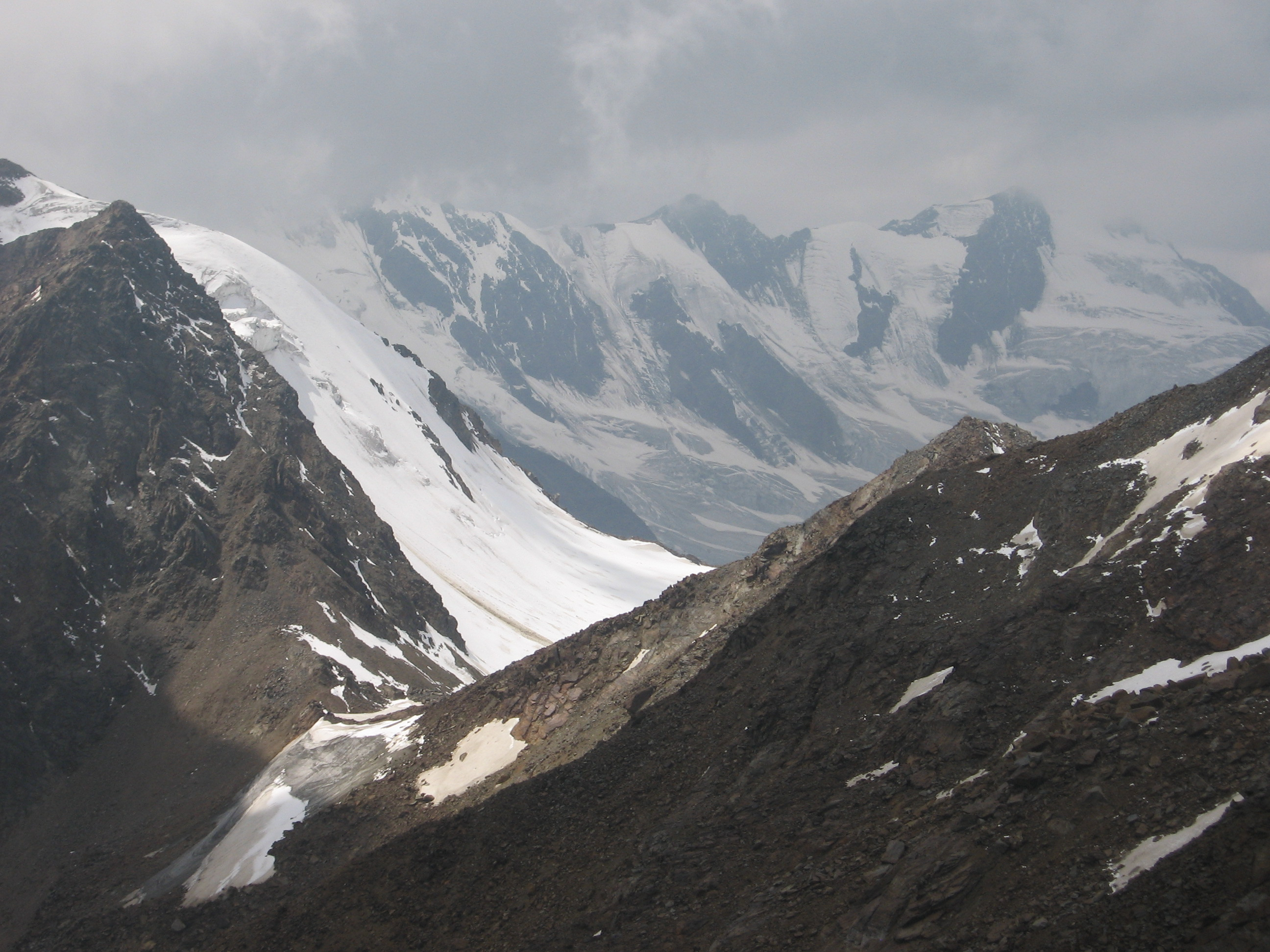
Ghiacciaio dei Forni
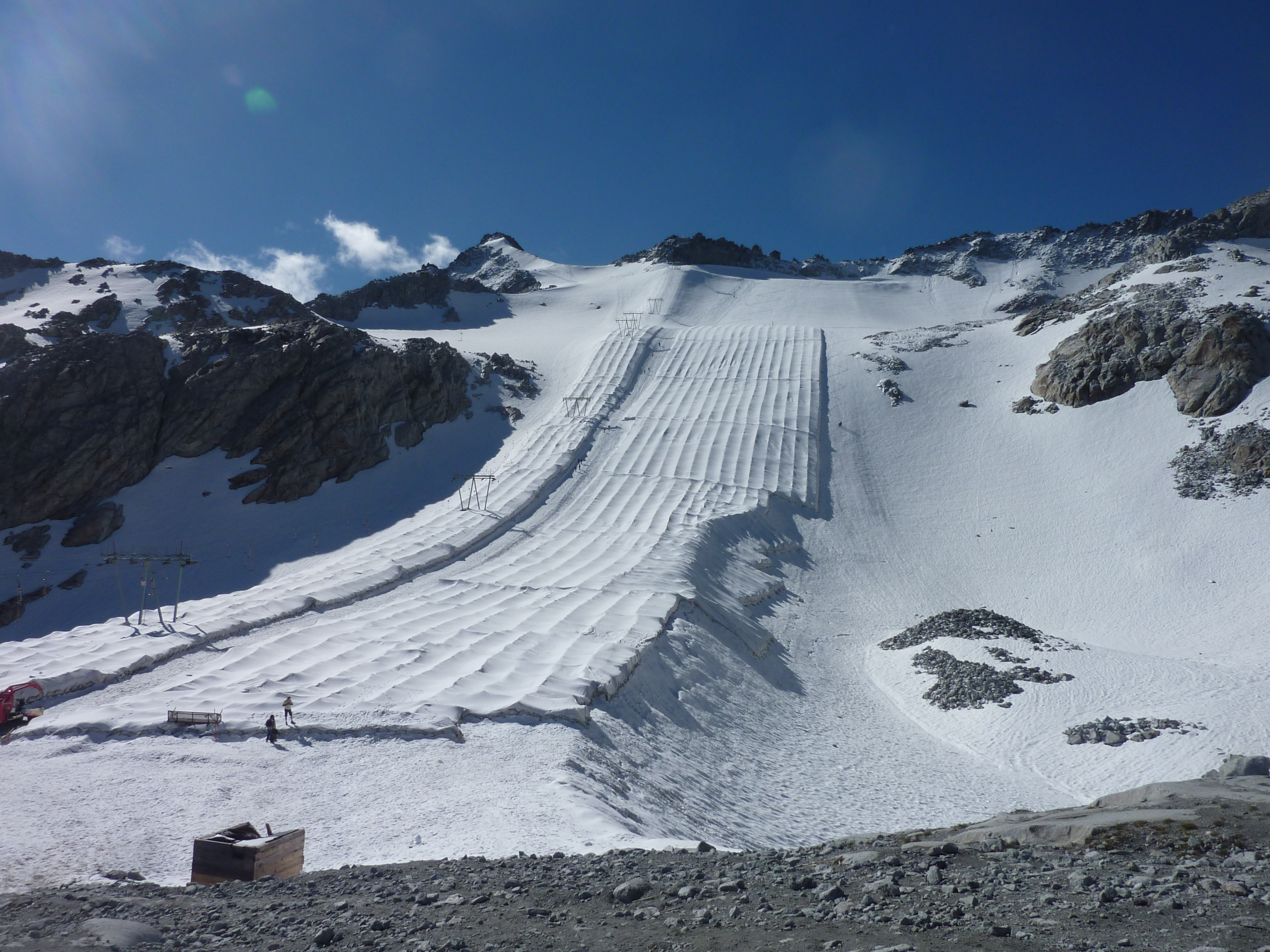
Ghiacciaio Presena
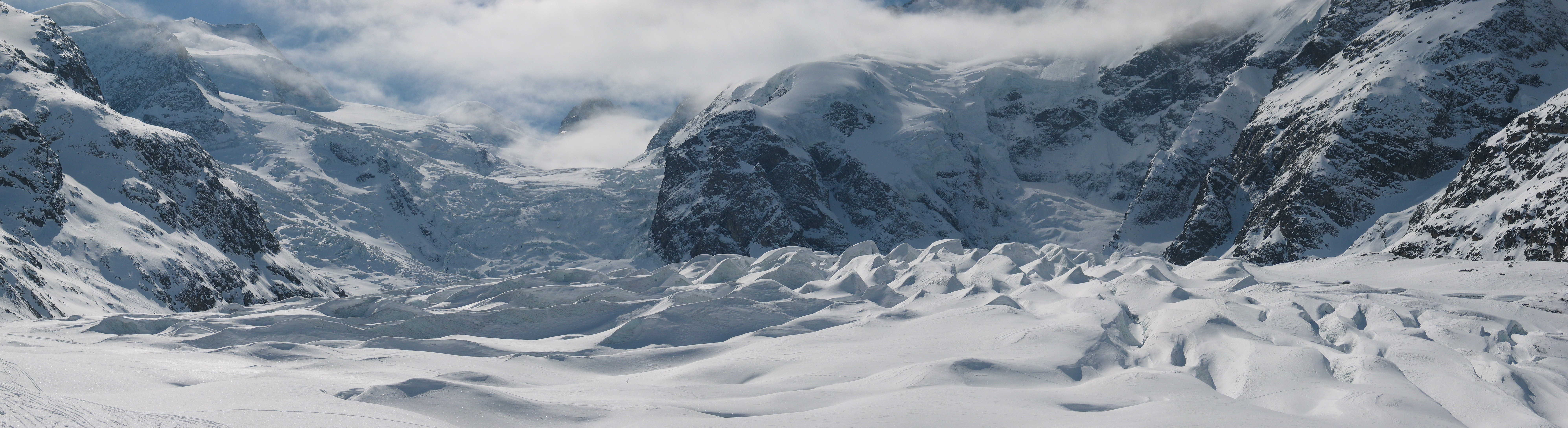
Ghiacciaio del Morteratsch